# Kao (Insel)
Kao ist eine kleine Vulkaninsel im Südpazifik und Teil des Inselstaates Tonga. Sie befindet sich in der westlichen Haʻapai-Gruppe und liegt 3,4 km nordöstlich der größeren Nachbarinsel Tofua. Kao ist etwa 5 km lang, 3 km breit und hat eine Fläche von 11,6 km². Die Insel besteht aus einem steil aus dem Meer aufragenden Vulkankegel und ist mit einer Höhe von 1009 m (nach anderen Angaben 1046 m) der höchste Punkt Tongas. Der einzige etwas flachere Bereich der Insel liegt im Südwesten, dort befindet sich auch die Ansiedlung Topuefio. Jedoch gibt es laut Volkszählung 2006 keine dauerhaften Bewohner.
Das Fehlen ausgeprägter Erosionsspuren wie tief eingeschnittener Schluchten oder steiler Meeresklippen lässt auf ein geologisch sehr junges Alter der Vulkaninsel schließen, wenngleich es keine frisch aussehenden Lavaströme gibt. Die unteren Hänge Kaos sind bewaldet, der obere Teil dagegen kahl. Der einzige Hinweis auf vulkanische Aktivität in historischer Zeit stammt aus dem Jahr 1847, als von der Nachbarinsel Tofua aus der Ausstoß von Rauch beobachtet wurde.